# 印度條唇爬鰍
印度條唇爬鰍（學名：Nemachilichthys shimogensis）為輻鰭魚綱鯉形目條鰍科條鰍屬的其中一種。被IUCN列為瀕危保育類動物，分布於亞洲印度卡納塔克邦Thunga河流域，棲息在河川底層水域，生活習性不明。

## 扩展阅读
維基物種上的相關：印度條唇爬鰍